# Чемпионат мира по современному пятиборью 1966
XIV Чемпионат Мира город Мельбурн (Австралия)
Австралия спустя 10 лет после XIV Олимпиады вновь принимала пятиборцев. В 40 километрах от Мельбурна в олимпийском городке развивались флаги 11 стран. 31 спортсмену предстояла борьба за призы соревнований.
На этот чемпионат не приехали пятиборцы Чехословакии, Болгарии, Румынии, Дании, Голландии, Польши, Швейцарии, Японии и другие. Финляндию представлял один спортсмен.
Венгерская делегация прибыла на очередной чемпионат в прежнем составе. Австралию, ГДР представляли уже известные по предыдущим международным соревнованиям пятиборцы. Американская команда состояла из трех дебютантов.
Новая фамилия появилась в команде Швеции. Это будущий золотой медалист XIX Олимпиады Бьёрн Ферм.

## Команда Советского Союза
Сборная СССР впервые выступала без своего многолетнего капитана Игоря Новикова, который завершил свою блистательную спортивную карьеру и перешел на тренерскую работу. На чемпионате Новиков присутствовал в качестве почетного гостя.
В состав команды были включены: Виктор Минеев (чемпион Токийской Олимпиады 1964 года), возвратившийся в сборную после годичного перерыва; участник прошлогоднего чемпионата мира Павел Леднев и Стасис Шапарнис (на чемпионате мира 1965 года он был запасным). Запасным в команде был Альберт Мокеев (олимпийский чемпион 1964 года в команде).

## Верховая езда
Трасса конкура вопреки слухам о её сложности оказалась достаточно легкой. Как никогда, восемь участников имели по 1100 очков - наивысший балл в этом испытании. Среди этой восьмерки все фавориты—Бальцо, Терек, Ферм, Шапарнис. С одной ошибкой закончил маршрут Леднев—1070 очков, у Минеева две ошибки и 1030 очков.
Получив преимущество перед советской командой в 70 очков, венгерская сборная стала лидером.
Поскольку первый день не дал ощутимого перевеса фаворитам, все решалось на фехтовании.

## Фехтование
Венгры во главе со своим капитаном идут без поражений, тур за туром увеличивая разрыв с конкурентами. У Бальцо 1111 очков, у Терека—1037, у Моны—889. Третий результат у Леднева и Минеева—963 очка, у Шапарниса—741 очко. Пять спортсменов нафехтовали по 926 очков - Фокс (Великобритания), Керр (США), Тодт (ФРГ), Янссон (Швеция) и Адлер (ГДР).
После фехтования Бальцо и его команда лидируют, опережая советскую сборную на 480 очков.

## Стрельба
Отлично выступили венгерские пятиборцы и в стрельбе. Мона стал первым (195 очков), Терек выбил 193.
Бальцо выбил в тире всего 188 очков, причиной низкого результата был необдуманный шаг испытать новую рукоятку пистолета, которая, по его словам, как влитая лежала на ладони. Однако чемпионат не самое лучшее место для эксперимента. Рукоятка подвела.
Но эта неудача не повлияла на турнирное положение—венгры продолжали лидировать как в личном, так и в командном зачёте.
В советской команде лишь Минеев сумел получить 194 (1000 очков), заняв второе место в стрельбе. Шапарнис и Леднев провалили стрельбу полностью, показав очень слабые результаты . Шапарнис - 183 (758 очков), а у Леднева всего 179 (670 очков). Сборная СССР после провала в стрельбе потеряла все шансы на первое место.

## Плавание
Плавание выиграла советская команда (3111 очков). Хотя Терек и Мона проплыли слабее ожидаемого, лидерству венгерской сборной уже никто не угрожал.

## Бег
Перед последним видом пятиборья почти никто не сомневался, что чемпионом мира станет Бальцо, а вот за второе и третье места ожидалась напряженная борьба между советским пятиборцем олимпийским чемпионом 1964 года в команде Минеевыми и олимпийским чемпионом 1964 года в личном первенстве Тереком.
Бальцо пробежал дистанцию с лучшим временем — 13 мин 47,3 с. Вторым был Ларсон (США), третьим Шапарнис (СССР) .
Чемпионом мира третий раз стал Андраш Бальцо (5217). Виктор Минеев набрал 4936 и сумел завоевал серебряную медаль, третьим стал Терек - 4932, 4- Мона - 4858, 5- Фокс - 4818 и 6- Керр—4773 очка.
В командном зачете уверенно победила венгерская команда с результатом— 15052 очка, опередив советскую сборную на 797 очков. Последующие места заняли ГДР (Гроссе, Адлер, Людеритц), США (Керр, Кутс, Ларсон), Швеция (Янссон, Ферм, Лилйенвал), Мексика (Барцена, Товар, Энрикуез).
Празднуя победу венгерских спортсменов, газета «Непшпорт» писала: «Начиная с Маколина трое наших многоборцев забирают на чемпионатах мира все «золото» в личном и командном зачете. Спаянный, сработавшийся коллектив. Большое преимущество спортсменов перед предшественниками заключается в том, что они не ревнуют к успеху товарища и, когда речь заходит о венгерском пятиборье в целом, они, как один человек, готовы сражаться во имя поддержания его репутации». Это «трио» было действительно феноменом пятиборья.

## Результаты
| Дисциплина           | Золото                                               | Серебро                                               | Бронза                          |
| Индивидуальный зачет | Венгрия · Андраш Бальцо · 5217                       | СССР · Виктор Минеев · 4936                           | Венгрия · Ференц Тёрёк · 4932   |
| Командный зачет      | Венгрия · Андраш Бальцо · Ференц Тёрёк · Иштван Мона | СССР · Виктор Минеев · Павел Леднев · Стасис Шапарнис | ГДР · Гроссе · Адлер · Людеритц |

- Итоговые результаты. Личное первенство.

| Место | Имя             | Страна  | Конный спорт | Фехтование | Стрельба   | Плавание | Бег  | Всего |
| ----- | --------------- | ------- | ------------ | ---------- | ---------- | -------- | ---- | ----- |
| 1     | Андраш Бальцо   | Венгрия | 1100         | 1111       | 868 (188)  | 1054     | 1084 | 5217  |
| 2     | Виктор Минеев   | СССР    | 1030         | 963        | 1000 (194) | 1036     | 907  | 4936  |
| 3     | Ференц Тёрёк    | Венгрия | 1100         | 1037       | 978 (193)  | 877      | 940  | 4932  |
| 4     | Иштван Мона     | Венгрия | 1070         | 889        | 1022 (195) | 937      | 880  | 4858  |
| 5     | Джереми Фокс    | Англия  | 1040         | 926        | 846 (187)  | 1006     | 1000 | 4818  |
| 6     | Керр            | США     | 1100         | 926        | 846 (187)  | 1051     | 850  | 4773  |
| 7     | Геуген          | Франция | 1040         | 778        | 868 (188)  | 1045     | 958  | 4689  |
| 8     | Стасис Шапарнис | СССР    | 1100         | 741        | 758 (183)  | 1045     | 1039 | 4683  |
| 9     | Гроссе          | ГДР     | 1090         | 630        | 956 (192)  | 1036     | 961  | 4673  |
| 10    | Хайнс Тодт      | ФРГ     | 1100         | 926        | 824 (186)  | 946      | 971  | 4667  |
| 11    | Павел Леднев    | СССР    | 1070         | 963        | 670 (179)  | 1030     | 898  | 4631  |

## Распределение наград
| Место  | Страна  | Золото | Серебро | Бронза | Всего |
| ------ | ------- | ------ | ------- | ------ | ----- |
| 1      | Венгрия | 2      | 0       | 1      | 3     |
| 2      | СССР    | 0      | 2       | 0      | 2     |
| 3      | ГДР     | 0      | 0       | 1      | 1     |
| Totale | Totale  | 2      | 2       | 2      | 6     |